# Peckiamyia calx
Peckiamyia calx är en tvåvingeart som först beskrevs av Hall 1933. Peckiamyia calx ingår i släktet Peckiamyia och familjen köttflugor.
Artens utbredningsområde är Panama. Inga underarter finns listade i Catalogue of Life.